# ماكسيم كوزنيتسوف (لاعب هوكي الجليد)
ماكسيم كوزنيتسوف هو لاعب هوكي الجليد كازاخستاني، ولد في 24 مارس 1977 في بافلودار في كازاخستان.

## وصلات خارجية
- ماكسيم كوزنيتسوف على موقع دوري الهوكي الوطني (الإنجليزية)
- ماكسيم كوزنيتسوف على موقع قاعة مشاهير الهوكي (لاعب أن.إتش.أل) (الإنجليزية)
- ماكسيم كوزنيتسوف على موقع دوري الهوكي للقارات (الإنجليزية)
- ماكسيم كوزنيتسوف على موقع EliteProspects.com (الإنجليزية)
- ماكسيم كوزنيتسوف على موقع HockeyDB.com (الإنجليزية)
- ماكسيم كوزنيتسوف على موقع Hockey-Reference.com (الإنجليزية)